# Тамерлан та інші поезії
«Тамерлан та інші поезії» — перше видання творів відомого американського письменника-романтика Едґара Аллана По. Коротку збірку віршів було вперше надруковано в 1827 році. Вважається, що в наші дні існує лише 12 копій цієї книги.

## Короткий опис
1827 року По покинув своїх опікунів і переїхав до Бостона. Проте, роботи для молодого митця ніде не знаходилося, він був змушений вступити до лав армії. В цей же час, Едґар По відніс свою першу збірку до книговидавця Кельвіна Томпсона. Збірка містила всього 40 сторінок та була підписана псевдонімом "Бостонець". Наклад обмежився 50 копіями, які не викликали жодного інтересу у критиків. Більшість творів були написані під очевидним впливом творчості Лорда Байрона. Як і переважна більшість майбутніх робіт письменника, «Тамерлан та інші поезії» включає твори про любов, смерть і гордість.
Це видання ввайжається одним з найрідкісніших у історії американської літератури.